# Pan paniscus
El bonobo (Pan paniscus), también llamado chimpancé pigmeo (o menos frecuentemente chimpancé grácil o chimpancé enano), es uno de los grandes simios y una de las dos especies que componen el género Pan. La otra especie del género Pan es el chimpancé común (Pan troglodytes). Si bien los bonobos son reconocidos ahora como una especie distinta por derecho propio, inicialmente se pensaba que eran una subespecie de chimpancé (Pan troglodytes) debido a las similitudes físicas entre las dos especies. Taxonómicamente, los miembros de la subtribu Panina chimpancés y bonobos (compuesta en su totalidad por el género Pan) son llamados colectivamente panines o paninos.
Los bonobos se ven raramente fuera de su hábitat natural, por lo que no son tan conocidos como los chimpancés comunes. A primera vista se parecen mucho a estos, pero suelen tener la cara negra, las orejas más pequeñas y las piernas más largas. Su área de distribución es en las densas selvas húmedas de África central, un área de 500 000 km² (193 050,2 mi²) de la Cuenca del Congo, en la República Democrática del Congo. Se alimentan principalmente de frutos y hojas que cosechan de los árboles. Debido a la inestabilidad política en la región y a la timidez de los bonobos, se ha hecho relativamente poca investigación de campo observando a la especie en su hábitat natural.
Junto con el chimpancé común, el bonobo es el pariente existente más cercano a los seres humanos. En tanto ninguna de las dos especies son nadadores proficientes, la formación del río Congo hace entre 1,5 y 2 millones de años llevó posiblemente a la especiación del bonobo. Los bonobos viven al sur del río y por tanto fueron separados de los ancestros del chimpancé común, que viven al norte del río. No existen datos concretos sobre sus cifras poblacionales, pero se estima que existen entre 29 500 y 50 000 individuos. La especie está categorizada como en peligro de extinción en la Lista Roja de la UICN y está amenazada por la destrucción de hábitat y el crecimiento y movimiento poblacional humano, si bien la caza furtiva por propósitos comerciales es la amenaza más prominente. Los bonobos típicamente viven 40 años en cautiverio; se desconoce su esperanza de vida en su ambiente natural, pero casi con certeza es mucho más corta.
La especie se caracteriza por la tendencia a que sus individuos andan erguidos en ocasiones, por su cultura matriarcal e igualitaria, y por el papel preponderante de la actividad sexual en su sociedad.
El alemán Ernst Schwarz describió al bonobo en 1929. Se basó en un cráneo conservado en el museo de Tervuren, en Bélgica, traído un año antes por el anatomista estadounidense Harold Coolidge como perteneciente a un joven chimpancé.

## Nombre común
Previamente, el bonobo era conocido como «chimpancé pigmeo», a pesar de tener un tamaño corporal similar al del chimpancé común. El nombre de «pigmeo» se lo dio el zoólogo alemán Ernst Schwarz en 1929, quien clasificó la especie basándose en un cráneo de bonobo previamente etiquetado erróneamente, notando su diminuto tamaño en comparación con los cráneos de chimpancé.
El nombre «bonobo» apareció por primera vez en 1954, cuando el zoólogo austriaco Eduard Paul Tratz y el biólogo alemán Heinz Heck lo propusieron como un término genérico nuevo y separado para los chimpancés pigmeos. Una teoría sobre el origen del nombre «bonobo» afirma que es un error de pronunciación del nombre del pueblo de Bolobo, en el río Congo, cerca de donde se recogieron los primeros ejemplares de bonobo en la década de 1920. Sin embargo, una explicación más aceptable es que proviene de la palabra «ancestro» en un antiguo dialecto bantú.[cita requerida]

## Taxonomía
Los bonobos y los chimpancés son las dos especies que componen el género Pan, y son los parientes vivos más cercanos al ser humano (Homo sapiens). El bonobo fue reconocido por primera vez como taxón distinto en 1928 por el anatomista alemán Ernst Schwarz, basándose en un cráneo del Museo de Tervueren (Bélgica) que había sido clasificado anteriormente como un chimpancé juvenil (Pan troglodytes). Schwarz publicó sus hallazgos en 1929, clasificando al bonobo como una subespecie de chimpancé, Pan satyrus paniscus. En 1933, el anatomista estadounidense Harold Coolidge lo elevó a la categoría de especie. Las principales diferencias de comportamiento entre bonobos y chimpancés fueron analizadas por primera vez en detalle por Tratz y Heck a principios de la década de 1950. El psicólogo y primatólogo estadounidense Robert Yerkes también fue uno de los primeros en observar grandes diferencias de comportamiento.
El nombre científico del bonobo es Pan paniscus. Como el 98 % de su ADN es idéntico al del Homo sapiens, están más emparentados con los humanos que con los gorilas. Por lo tanto, la comunidad científica reclasificó la taxonomía del bonobo (y del chimpancé común), cambiando su nombre de familia Pongidae a Hominidae, que incluye a los humanos. 
Sin embargo, una minoría de científicos, como Morris Goodman de la Wayne State University de Detroit argumentan que, ya que tanto el bonobo como el chimpancé común al estar emparentados tan de cerca con los humanos, el nombre de su género debería ser también clasificado dentro del género humano Homo: Homo paniscus y Homo sylvestris. Sin embargo estos cambios propuestos en la taxonomía no son viables, ya que complicaría y no considera la taxonomía de otras especies extintas que están más estrechamente emparentadas con la humana; como es por ejemplo las del género Australopithecus. Por ello, el consenso científico no considera que sea necesario ni conveniente estos cambios, que se basan exclusivamente solo en la distancia genética entre el chimpancé y el ser humano, ignorando otros criterios taxonómicos importantes: como pueden ser los morfológicos, adaptativos, etc.
La línea común bonobo/chimpancé se separó de la línea evolutiva humana hace aproximadamente seis millones de años. Como no ha sobrevivido ninguna especie anterior al Homo sapiens en la línea evolutiva humana, ambas especies de chimpancé son el pariente vivo más próximo de los humanos.
El tiempo exacto del último ancestro común Pan-Homo es motivo de controversia, pero comparación por ADN sugiere un entrecruzamiento continuo entre los grupos ancestrales Pan y Homo, posterior a la divergencia, hasta hace unos 4 millones de años. Pruebas de ADN sugieren que las especies de bonobo y chimpancé común divergieron hace aproximadamente 890 000-860 000 años debido a la separación de estas dos poblaciones, posiblemente a causa de la acidificación y la expansión de las sabanas en esta época. Actualmente, estas dos especies están separadas por el río Congo, que existía mucho antes de la fecha de divergencia, si bien los Pan ancestrales pueden haberse dispersado a través del río utilizando corredores que ya no existen. Los primeros fósiles de Pan fueron reportados en 2005 como provenientes del Pleistoceno medio (después de la división entre bonobos y chimpancés) de Kenia, junto con fósiles tempranos de Homo.
Según A. Zihlman, las proporciones corporales de los bonobos se asemejan mucho a las de los Australopithecus, lo que llevó al biólogo evolutivo Jeremy Griffith a sugerir que los bonobos podrían ser un ejemplo vivo de nuestros lejanos antepasados humanos. Según los antropólogos australianos Gary Clark y Maciej Henneberg, los antepasados humanos pasaron por una fase parecida a la de los bonobos en la que se redujo la agresividad y se produjeron cambios anatómicos asociados, ejemplificados en el Ardipithecus ramidus.
La primera publicación oficial de la secuenciación y ensamblaje del genoma del bonobo se publicó en junio de 2012. El genoma de una hembra de bonobo del zoo de Leipzig se depositó en la International Nucleotide Sequence Database Collaboration (DDBJ/EMBL/GenBank) con el número de acceso EMBL  AJFE01000000 después de que un análisis previo del Instituto Nacional de Investigación del Genoma Humano confirmara que el genoma del bonobo diverge aproximadamente un 0,4% del genoma del chimpancé.

## Características físicas

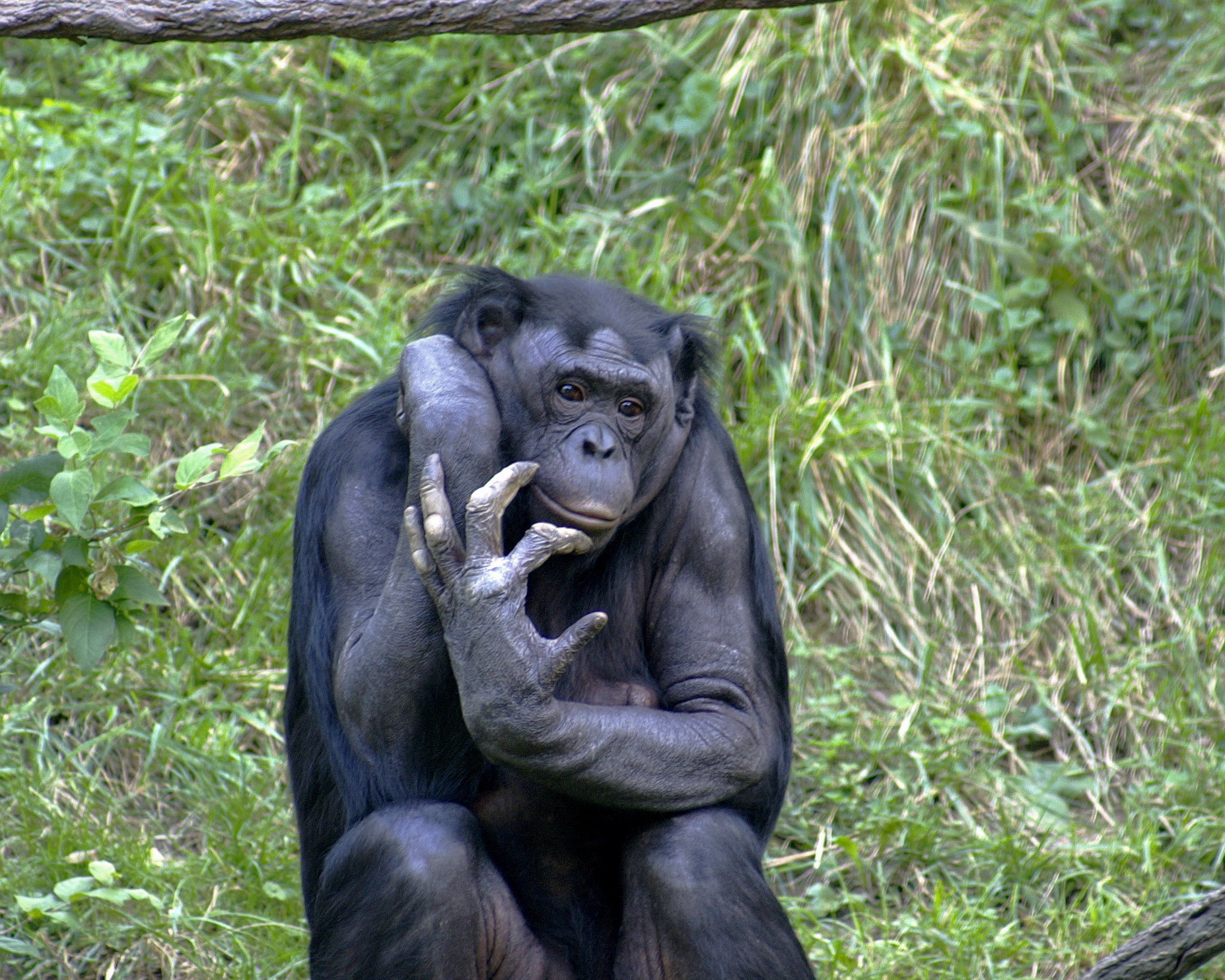
Bonobo en el zoo de Cincinnati, mayo de 2005.

El bonobo es más grácil que el chimpancé común, pudiendo llegar a medir un metro de altura. La masa corporal varía de 34 a 60 kg, con un peso promedio de 45 kg en los machos frente a uno de 33 kg en las hembras. La longitud total de los bonobos (desde la nariz hasta la cola en cuatro patas) es de 70 a 83 cm. Los bonobos machos promedian 111,9 cm cuando están en posición bípeda, en comparación con 111 cm en las hembras. Su cabeza es menor que la del chimpancé común, pero tiene una frente más ancha. Tiene la cara negra con labios rosados, orejas pequeñas, orificios nasales anchos, y pelo largo en la cabeza. Las hembras tienen pechos ligeramente prominentes, en contraste con los pechos planos de otros primates hembras aunque no tan prominentes como los de las hembras humanas. El bonobo tiene también un cuerpo delgado, hombros estrechos, cuello delgado y piernas largas comparado con el chimpancé común. Los bonobos caminan erguidos el 25 % del tiempo en sus desplazamientos por el suelo. Estas características, junto con su postura, les dan a los bonobos una apariencia más humana que los chimpancés comunes. Asimismo, los bonobos tienen una gran diferenciación facial, al igual que los humanos, de modo que cada individuo tiene una apariencia significativamente distinta, permitiendo el reconocimiento visual en la interacción social.[cita requerida]

## Características psicológicas
Frans de Waal, uno de los más importantes primatólogos a nivel mundial, afirma que el bonobo es capaz de manifestar altruismo, compasión, empatía, amabilidad, paciencia y sensibilidad.
Las observaciones de su entorno han confirmado que los machos en los grupos de chimpancé común son extraordinariamente hostiles hacia los machos externos al grupo. Este no es el comportamiento de los machos o hembras bonobos, que tienen límites territoriales más laxos y cuando se encuentran con otros grupos suelen establecer relaciones amistosas. El bonobo vive en el margen sur del río Congo, mientras que el chimpancé común se encuentra al norte del mismo río, donde comparten su hábitat con gorilas. Ninguno de los dos nada, lo que ha servido probablemente de barrera natural.
Los bonobos, por lo menos en cautividad, suelen ser considerados como más inteligentes que los chimpancés.

### Comportamiento sexual social

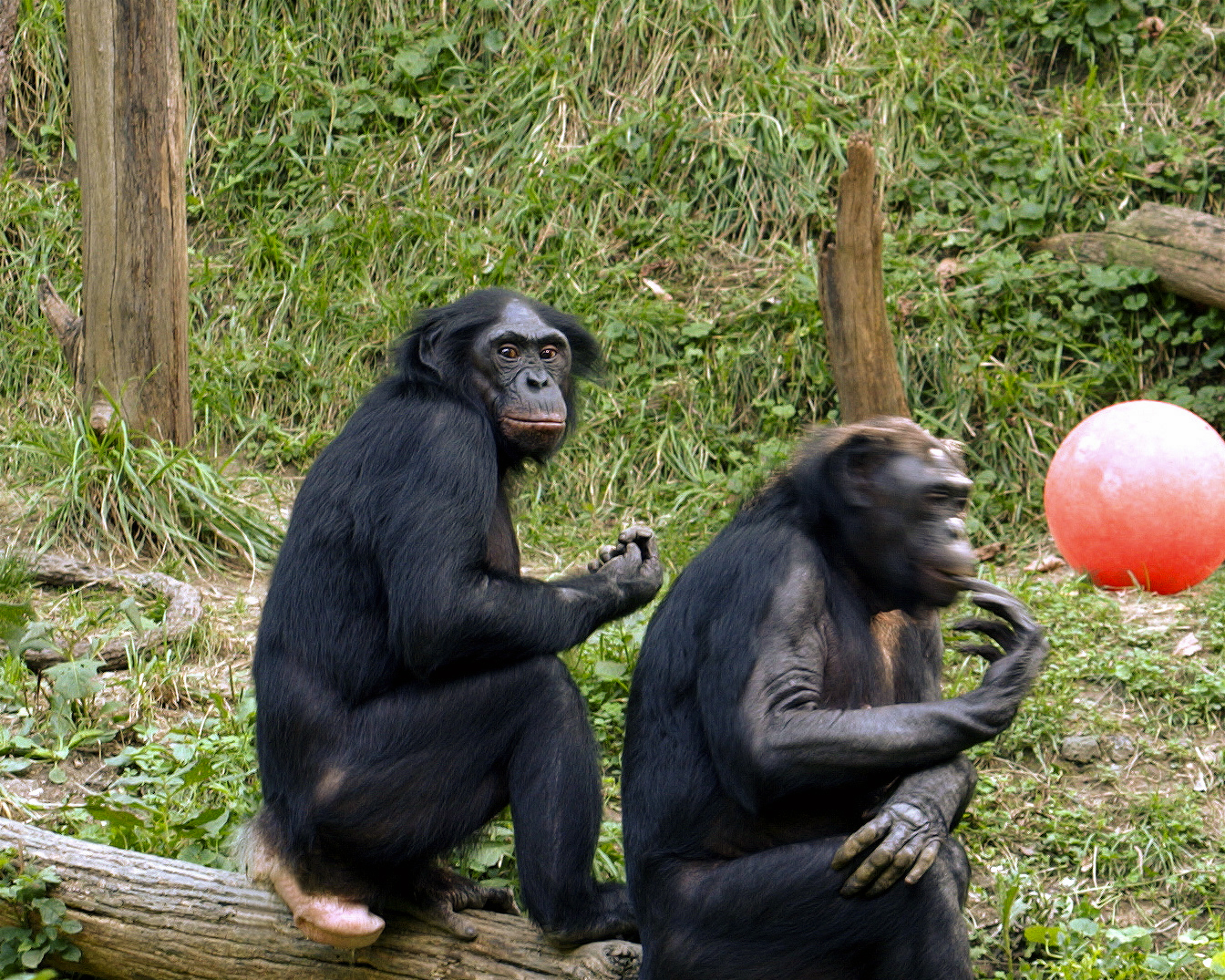
Pareja de bonobos en el Zoo de Cincinnati, septiembre de 2005.

Las relaciones sexuales juegan un papel preponderante en las sociedades de bonobos, ya que son usadas como saludo, como método de resolución de conflictos, como medio de reconciliación tras los mismos y como forma de pago mediante favores tanto de machos como de hembras a cambio de comida. Los bonobos son los únicos primates (aparte de los humanos) que han sido observados realizando todas las actividades sexuales siguientes: sexo genital cara a cara (principalmente hembra con hembra, seguido en frecuencia por el coito hembra-macho y las frotaciones macho-macho), besos con lengua y sexo oral.
La actividad sexual tiene lugar tanto dentro de la familia inmediata como fuera de ella, y suele implicar tanto a adultos como a crías. Los bonobos no forman relaciones estables con parejas individuales. Tampoco parecen discriminar en sus comportamientos sexuales según género o edad, con la excepción de madres y sus hijos, entre los cuales nunca se han observado relaciones sexuales. Cuando los bonobos encuentran una nueva fuente de comida o lugar de alimentación, la excitación general suele desembocar en una actividad sexual en grupo, sobre todo entre las hembras, presumiblemente descargando la tensión de los participantes y permitiendo una alimentación pacífica.
Los machos bonobo practican con frecuencia varias formas de sexo genital entre ellos (frot). Una de las formas consiste en ambos machos colgando de un árbol cara a cara mientras frotan sus penes entre sí. También se ha observado a los machos bonobos realizando esta actividad en el suelo. Una forma especial de la misma, empleada por los machos como reconciliación tras un conflicto, se realiza con ambos tumbados en el suelo y trasero con trasero, mientras frotan sus bolsas escrotales entre ellas.
Las hembras bonobo usan el sexo genital hembra-hembra (tribadismo) como forma de establecer relaciones sociales entre ellas, fortaleciendo así el núcleo matriarcal de la sociedad bonobo. La estrecha relación entre las hembras les permite dominar la estructura social —aunque los machos son físicamente más fuertes, no pueden enfrentar solos a un grupo unido de hembras, y no suelen colaborar entre ellos de esa forma. Las hembras adolescentes suelen abandonar el grupo en el que nacen para unirse a otro. Esa migración habitual de las hembras hace que el fondo genético de los bonobos se mezcle con frecuencia.
A pesar del enorme incremento en la actividad sexual, la tasa de reproducción no es mayor que la de los chimpancés comunes. Las hembras cuidan de sus crías y las alimentan durante cinco años, y pueden dar a luz cada cinco o seis años. Comparadas con las de chimpancé común, las hembras de bonobo nunca se alejan del grupo para parir y no se conocen casos de infanticidio entre bonobos, que sí son frecuentes en chimpancés.
Frans de Waal, Richard Wrangham y Dale Peterson enfatizan el uso del sexo por parte del bonobo como mecanismo para evitar la violencia.

Tanto el chimpancé común como el bonobo evolucionaron del mismo ancestro que dio lugar a los humanos, y sin embargo el bonobo es de las especies más pacíficas y no agresivas de mamíferos que hoy día viven en la Tierra. Han desarrollado vías para reducir la violencia que permean toda su sociedad. Nos muestran que la danza evolutiva de la violencia no es inexorable.

### El fenómeno del consuelo
Al igual que en otros simios antropomorfos y en los humanos, la third party affiliation  —o sea el contacto afectivo (affiliation contact; por ejemplo, sentarse manteniendo contacto, abrazar, acariciar, rascar, etc.) ofrecido a la víctima de una agresión por parte de un miembro del grupo que no sea el agresor— se encuentra también en los bonobos. Un estudio reciente encontró que el contacto afectivo, bien sea espontáneamente ofrecido por un miembro del grupo a la víctima o bien sea solicitado por la víctima, puede reducir la probabilidad que otros miembros del grupo efectúen nuevas agresiones sobre la víctima (este hecho apoya la hipótesis de “protección de la víctima” o victim protection hypothesis). Sin embargo, sólo el contacto afectivo espontáneo reduce la ansiedad de la víctima, lo que sugiere no sólo que este afecto no solicitado tiene efectivamente una función consoladora, sino también que el gesto espontáneo —más que la protección en sí misma— trabaja para calmar al sujeto estresado por la agresión. Los autores plantean la hipótesis de que la víctima puede percibir la autonomía motivacional del individuo que ofrece consuelo, que no requiere una invitación (de la víctima) para proporcionar un contacto después del conflicto. Por otra parte, solamente el consuelo espontáneo —y no el solicitado— se vio afectado por la relación entre los dos intervinientes en el acto de consuelo (en apoyo a la hipótesis del consuelo o  consolation hypothesis), ya que los autores observaron que el contacto afectivo espontáneo cumple el gradiente empático descrito para los seres humanos, porque el consuelo se realiza más frecuentemente entre parientes, un poco menos entre individuos "amigos" con buenas relaciones y, con una frecuencia significativamente menor, entre conocidos. Por lo tanto, el consuelo en el bonobo podría ser un fenómeno que posee una base empática.

### Otro comportamiento social
Las hembras tienen un tamaño mucho más pequeño que los machos, pero un estatus social mucho mayor. Los encuentros agresivos entre machos y hembras son raros, y estos se muestran tolerantes hacia cachorros y crías. El estatus de un macho es un reflejo del de su madre, y el vínculo madre-hijo es con frecuencia muy fuerte, manteniéndose durante toda la vida. Aunque existen jerarquías sociales, el rango de cada individuo no toma un papel tan preponderante como en otras sociedades de primates.
Los bonobos son activos desde el amanecer hasta el crepúsculo, y viven siguiendo un patrón fisión-fusión: una tribu de cerca de un centenar se dividirá en pequeños grupos durante el día mientras buscan comida, y luego se reúnen por la noche para dormir. Duermen en los árboles, en nidos que construyen ellos mismos. A diferencia de los chimpancés comunes, de los que se sabe que ocasionalmente cazan otros monos, los bonobos son principalmente frugívoros, aunque también comen insectos y ocasionalmente se les ha visto atrapando pequeños mamíferos como las ardillas u otros primates.

### Semejanzas con los seres humanos

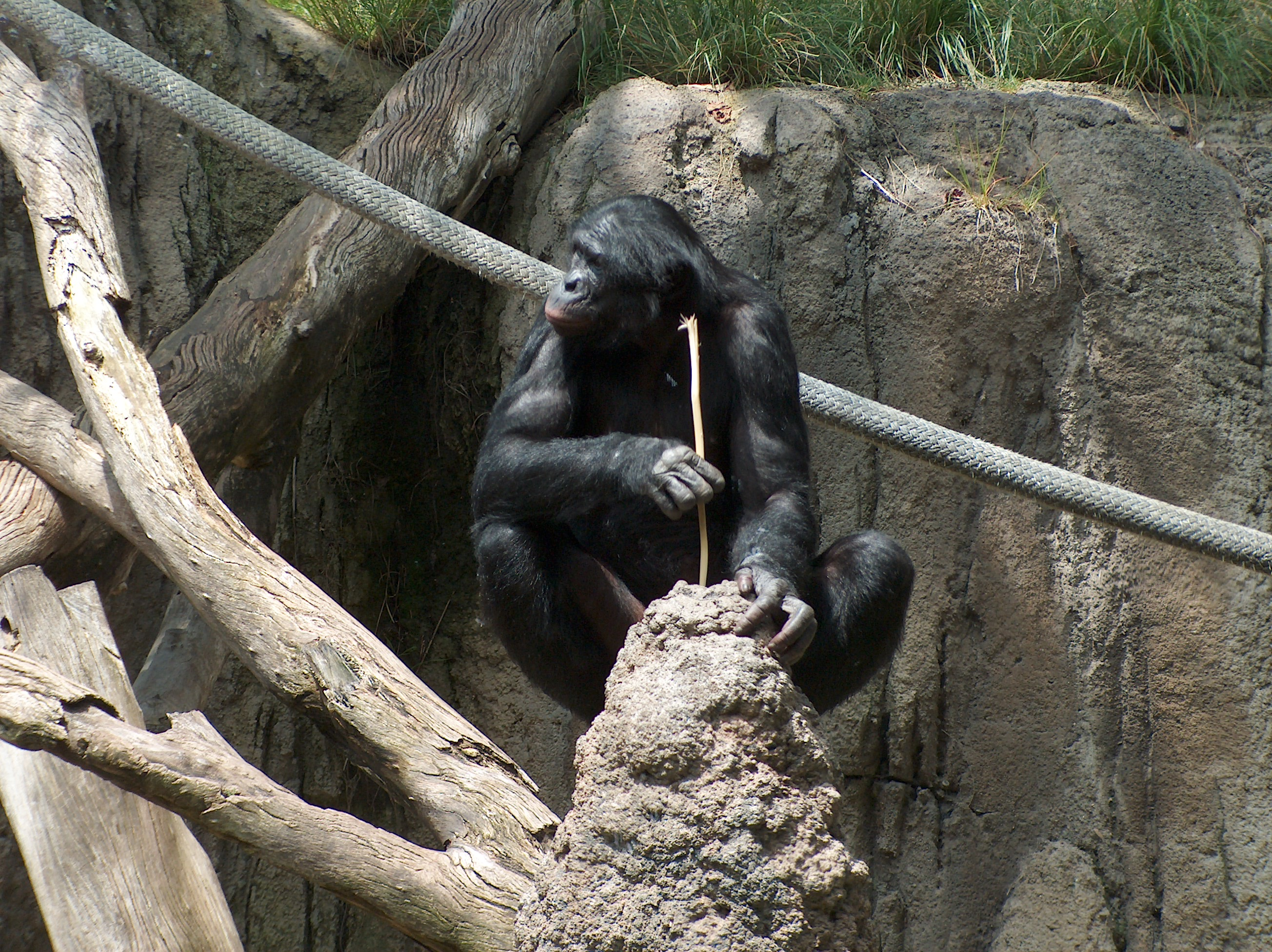
Bonobo "pescando" termitas en el Zoo de San Diego, agosto de 2005.

Los bonobos pasan la prueba del espejo, que sirve para demostrar la conciencia de uno mismo. Se comunican principalmente mediante sonidos, aunque aún no se conoce el sentido de sus vocalizaciones; sin embargo, los humanos comprenden de forma sencilla sus expresiones faciales y algunos de sus gestos con las manos, como la invitación a jugar. En el Great Ape Trust, un centro donde acogen a bonobos, a algunos de ellos se les enseña a hablar para comunicarse, a veces desde el nacimiento. Dos bonobos, Kanzi y Panbanisha, han aprendido 500 palabras de un idioma compuesto por lexigramas mediante los cuales se pueden comunicar con humanos gracias a un teclado especial. Algunos, como el bioético Peter Singer, argumentan que esos resultados califican a los bonobos al "derecho a la supervivencia y la vida", derechos que los humanos teóricamente reconocen a todas las personas.

## Hábitat
Cerca de 10 000 bonobos viven solamente al sur del río Congo y al norte del río Kasai (un tributario del Congo), en las selvas húmedas de la República Democrática del Congo en África central. Son una especie en peligro de extinción, debido tanto a la pérdida de su hábitat natural como a la caza con fines alimentarios; esta última ha experimentado un incremento dramático durante la última guerra civil en el país, a causa de la presencia de milicianos fuertemente armados incluso en áreas remotas "protegidas" como el Parque nacional de Salonga. Hoy día, quedan unos cuantos miles de bonobos como mucho,[cita requerida] formando parte de una pauta mucho más general de extinción de los simios.

## Conservación y amenazas
Actualmente los bonobos aún pueden ser cazados hasta la extinción por los humanos que los comen. La reciente guerra civil en la República Democrática del Congo, impulsada por la explotación ilegal de recursos naturales, ha tenido un impacto apreciable en los bonobos y su población total. Los nativos y habitantes locales sienten cada vez más deseo de proteger sus intereses y derechos, y los esfuerzos en pro de la conservación de los bonobos están equilibrando estos problemas.[cita requerida]
Como el hábitat de los bonobos es compartido con los humanos, el éxito final de cualquier esfuerzo de conservación dependerá de la implicación de los habitantes locales y sus comunidades. El problema de "parques contra pueblos" es muy vivo en la Cuvette Centrale, la zona del bonobo. Hay una fuerte resistencia en el Congo, tanto a nivel local como nacional, al establecimiento de parques nacionales, ya que comunidades indígenas se han visto con frecuencia expulsadas de sus hogares en la selva por la creación de un parque. En Salonga, el único parque existente en el hábitat del bonobo, no hay adhesión local hacia el movimiento de conservación, y un estudio reciente indica que el bonobo, el elefante de bosque africano y otras especies han sido severamente devastadas por cazadores furtivos. En claro contraste, hay zonas en las que el bonobo y la biodiversidad en general prosperan sin parques definidos, gracias a las creencias y tabús indígenas contra la caza del bonobo.
Durante la guerra en los años 1990, investigadores y ONG internacionales se vieron expulsados del hábitat del bonobo. En el año 2002, la Bonobo Conservation Initiative inició el Bonobo Peace Forest Project en cooperación con instituciones ONG y comunidades nacionales y locales. El Bonobo Peace Forest Project trabaja con comunidades locales para establecer una constelación entrelazada de reservas basadas en las comunidades, gestionadas por nativos. Aunque solo reciben una ayuda limitada por parte de las organizaciones internacionales, este modelo, implementado principalmente a través de organizaciones y comunidades locales de la República Democrática del Congo, parece estar cosechando el éxito, ya que se han llegado a acuerdos para proteger más de 5000 millas cuadradas del hábitat del bonobo. De acuerdo con la doctora Amy Parish el proyecto Bonobo Peace Forest será un modelo para el movimiento conservacionista en el siglo XXI
Esta iniciativa ha estado ganando peso y un mayor reconocimiento internacional, y recientemente ha ganado un mayor apoyo a través de Conservation International, el Global Conservation Fund, US Fish & Wildlife Services, Great Ape Conservation Fund, y el Great Ape Survival Project de las Naciones Unidas.
Empezando en el año 2003, el gobierno de los Estados Unidos de América destinó 54 millones de dólares al Congo Basin Forest Partnership. Esta significativa inversión ha disparado la movilización de las ONG internacionales para establecer bases en la región y trabajar para el desarrollo de planes para la conservación del bonobo. Esta reciente iniciativa puede mejorar la probabilidad de supervivencia de la especie, pero su éxito aún depende de su capacidad de generar aún más participación y la mejora de las comunidades locales e indígenas.
Adicionalmente, algunos grupos implicados han afrontado la situación de crisis de estos primos lejanos de la humanidad en una multitud de páginas web. Organizaciones como la World Wide Fund for Nature, la African Wildlife Foundation, y otras, intentan centrar la atención en el riesgo extremo que corre la especie. Algunas han sugerido que se establezca una reserva natural en alguna parte de África que resulte menos inestable, o en una isla en algún lugar como Indonesia. Adicionalmente, se sugiere que se podrían realizar investigaciones médicas no invasivas en los bonobos reubicados en libertad, con escaso riesgo o incomodidad para los animales.